# Шиповник мохнатый
Шиповник мохнатый, также Шиповник яблочный, Шиповник волосистый (лат. Rósa villósa) — вид двудольных цветковых растений, включённый в род Шиповник (Rosa) семейства Розовые (Rosaceae).

## Ботаническое описание

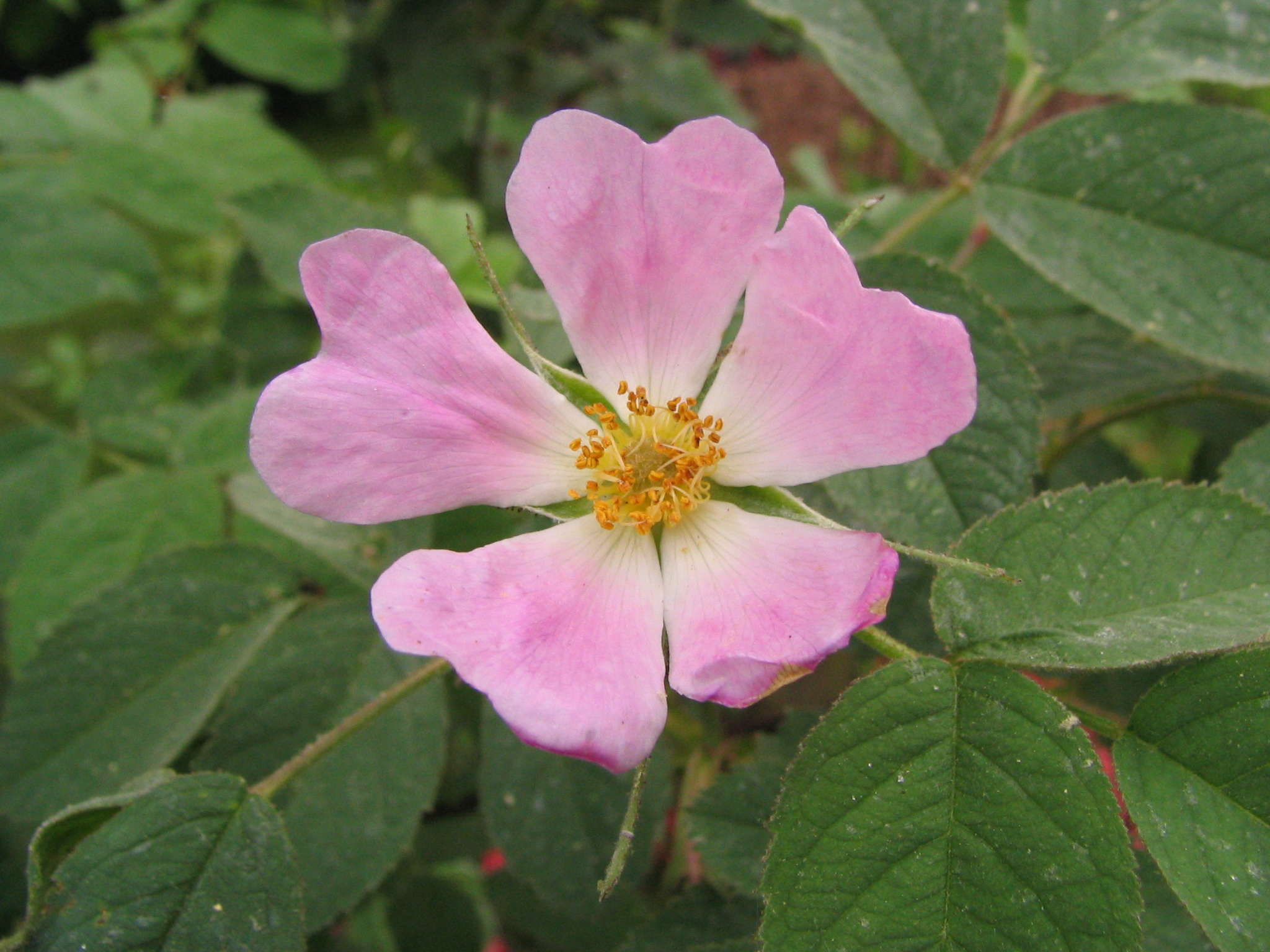
Цветок шиповника

Шиповник мохнатый — небольшой листопадный густой кустарник с крепкими прямостоячими стеблями до 1,5 (2) м в высоту, покрытыми прямыми, нередко направленными вверх, изредка вниз шипами различного размера. Цветоносные побеги покрыты мелкими игловидными или щитовидными желёзками.
Листья сложные, крупные, 8,5—9 см длины, голубовато-зелёные, разделённые на 7 (реже 5 или 9) листочков, каждый из которых 4—5 см длины, 2,5—3 см ширины, широкоэллиптический, с зубчатым краем, с обеих сторон, особенно снизу, усеянный волосками с примесью желёзок. На нижней стороне листьев расположены желёзки с запахом яблок. Главный стержень, как и прилистники, усеян волосками с примесью желёзок.
Цветки в малоцветковых соцветиях, реже одиночные, немногочисленные, на коротких желёзисто-щетинистых цветоножках, не превышающих 8—12 мм длины, с широкими прицветниками, до 6,5 см в диаметре, обычно ароматные. Доли чашечки заострённые, желёзисто-опушённые с внешней стороны, длиннее лепестков, на спинке желёзисто-щетинистые, внешние с перистыми, реже нитевидными придатками, после цветения подымаются вверх и смыкаются. Лепестки тёмно-розовые. Пестики свободные. Головка рылец сидячая, почти войлочная. Цветёт в июне—июле.
Плод яйцевидной или шаровидной формы, крупные, тёмно-красного цвета, 1—3 см длиной, желёзисто-щетинистые.
Принадлежит к тетраплоидным розам (7 бивалентов и 14 унивалентов), соматическое число 28.

## Распространение и среда обитания
Шиповник мохнатый в естественных условиях распространён в Центральной, Восточной (кроме севера) и Южной Европе, а также на Кавказе (Армения и Курдистан).
Растёт в кустарниковых зарослях, на опушках, в редколесье, а также на обрывах и вдоль лесных потоков.

## Хозяйственное значение и применение
Содержит 1,2—5,9 % витамина C.

## Таксономия
|  |                                      |  |                                                         |                                                         |                   |  | ещё 8 семейств (согласно Системе APG III) | ещё 8 семейств (согласно Системе APG III) |                       |  |  |  | ещё более 350 видов |
|  |                                      |  |                                                         |                                                         |                   |  | ещё 8 семейств (согласно Системе APG III) | ещё 8 семейств (согласно Системе APG III) |                       |  |  |  | ещё более 350 видов |
|  |                                      |  |                                                         | порядок Розоцветные                                     |                   |  |                                           |                                           | род Шиповник          |  |  |  |                     |
|  |                                      |  |                                                         | порядок Розоцветные                                     |                   |  |                                           |                                           | род Шиповник          |  |  |  |                     |
|  | отдел Цветковые, или Покрытосеменные |  |                                                         |                                                         | семейство Розовые |  |                                           |                                           | вид Шиповник мохнатый |  |  |  |                     |
|  | отдел Цветковые, или Покрытосеменные |  |                                                         |                                                         | семейство Розовые |  |                                           |                                           |                       |  |  |  |                     |
|  |                                      |  | ещё 58 порядков цветковых растений (по Системе APG III) | ещё 58 порядков цветковых растений (по Системе APG III) |                   |  |                                           | ещё 45 родов                              | ещё 45 родов          |  |  |  |                     |
|  |                                      |  |                                                         | ещё 58 порядков цветковых растений (по Системе APG III) |                   |  |                                           |                                           | ещё 45 родов          |  |  |  |                     |

### Синонимы
- Rosa pomifera Herrm., 1762, nom. inval.
- Rosa villosa var. alpina Rouy & E.G.Camus, 1900
- Rosa villosa var. altobracensis Rouy & E.G.Camus, 1900
- Rosa villosa var. arvernensis Rouy & E.G.Camus, 1900
- Rosa villosa var. cardanica Rouy & E.G.Camus, 1900
- Rosa villosa var. foreziensis Rouy & E.G.Camus, 1900
- Rosa villosa var. gedrensis Rouy & E.G.Camus, 1900
- Rosa villosa var. longipes Rouy & E.G.Camus, 1900
- Rosa villosa var. meridionalis Rouy & E.G.Camus, 1900
- Rosa villosa var. pomifera Rouy & E.G.Camus, 1900
- Rosa villosa var. pseudomollis Rouy & E.G.Camus, 1900
- Rosa villosa var. pyrenaea Rouy & E.G.Camus, 1900
- Rosa villosa var. ubayana Rouy & E.G.Camus, 1900